# Joachim Ebert
Joachim Ebert (* 6. März 1930 in Rabenstein; † 1. Oktober 1999 in Halle an der Saale) war ein deutscher Altphilologe und Sporthistoriker.
Joachim Ebert legte 1948 sein Abitur ab und war danach bis 1949 zunächst Hilfsarbeiter. 1949/50 besuchte er das Lehrerseminar in Köthen und war anschließend für mehrere Wochen Grundschullehrer. Noch im selben Jahr begann er an der Martin-Luther-Universität Halle-Wittenberg (MLU) ein Studium der Klassischen Philologie und der Körpererziehung und schloss es 1956 mit dem Staatsexamen ab. Danach wurde er wissenschaftlicher Assistent am Institut für Körpererziehung der MLU, 1959 am Institut für Altertumskunde. Im April 1961 erfolgte Eberts Promotion bei Werner Peek und Gerhard Lukas mit einer Arbeit zum Thema Zum Pentathlon der Antike. Nach der Promotion wurde Ebert Oberassistent am Seminar beziehungsweise Wissenschaftlicher Mitarbeiter nach der Umstrukturierung zum Institut für Klassische Philologie. Im Januar 1969 habilitierte er sich mit der Arbeit Griechische Epigramme auf Sieger an gymnischen und hippischen Agonen, Gutachter waren erneut Peek und Lukas sowie Berthold Häsler. Im September 1983 wurde er ordentlicher Professor für Klassische Philologie an der Sektion Orient- und Altertumswissenschaft der MLU. Ebert verband in seiner Arbeit die Sportwissenschaft mit der Klassischen Philologie sowie der Alten Geschichte.

## Schriften
- Zum Pentathlon der Antike. Untersuchungen über das System der Siegerermittlung und der Ausführung des Halterensprunges. (Abhandlungen der Sächsischen Akademie der Wissenschaften zu Leipzig, Philologisch-Historische Klasse. Band 56, H. 1). Akademie-Verlag, Berlin 1963
- Griechische Epigramme auf Sieger an gymnischen und hippischen Agonen. (= Abhandlungen der Sächsischen Akademie der Wissenschaften zu Leipzig, Philologisch-Historische Klasse. Band 63, H. 2). Akademie, Berlin 1972.
  - Englische Übersetzung: The Ancient Pentathlon. Selection of the over-all winner and method of jumping. (PDF; 83 kB)
  - Französische Übersetzung: Sur le pentathlon de l’Antiquité, La méthode de désigner le vainqueur et la façon de sauter. (PDF; 86 kB)
- als Herausgeber: Olympia. Von den Anfängen bis zu Coubertin. Koehler und Amelang, Leipzig 1980 (auch als: Olympia. Mythos und Geschichte moderner Wettkämpfe. Edition Tusch, Wien 1980, ISBN 3-85063-009-0)
- mit Hans-Dieter Zimmermann (Hrsg.): Innere und äussere Integration der Altertumswissenschaften. Konferenz zur 200. Wiederkehr der Gründung des Seminarium Philologicum Halense durch Friedrich August Wolf am 15.10.1787. (= Kongress- und Tagungsberichte der Martin-Luther-Universität Halle-Wittenberg/Wissenschaftliche Beiträge der Martin-Luther-Universität Halle-Wittenberg. 1989,36: C, 47) Wissenschaftliche-Publikationen der Martin-Luther-Universität Halle-Wittenberg, Halle 1989. ISBN 3-86010-4.
- als Herausgeber: 100 Jahre Archäologisches Museum in Halle 1891 – 1991. Zur Geschichte des Robertinums, seiner Sammlungen und Wissenschaftsdisziplinen. (= Wissenschaftliche Beiträge der Martin-Luther-Universität Halle-Wittenberg. 1991,19: C, 50). Wissenschaftliche-Publikationen der Martin-Luther-Universität Halle-Wittenberg, Halle 1991, ISBN 3-86010-292-3
- Agonismata. Kleine philologische Schriften zur Literatur, Geschichte und Kultur der Antike. Teubner, Stuttgart/Leipzig 1997, ISBN 3-519-07430-3